# Jonathan Ikoné
Jonathan Ikoné, né le 2 mai 1998 à Bondy en France, est un footballeur international français d'origine congolaise qui évolue au poste d’ailier ou de milieu offensif à l'ACF Fiorentina.
Formé au Paris Saint-Germain, Jonathan Ikoné y joue ses premiers matchs professionnels sans réussir à s'imposer dans l'équipe parisienne. Il est rapidement prêté au Montpellier HSC avant de rejoindre le LOSC Lille avec qui il est champion de France en 2021. Un ans plus tard il rejoint l'Italie en signant à l'ACF Fiorentina.
Sélectionné en équipe de France depuis 2019, il compte quatre sélections.

## Biographie

### En club

#### Débuts et formation
Souvent surnommé Jorko, Jonathan Ikone commence à jouer au football en 2004 dans le club de sa ville natale, l'AS Bondy, au côté notamment de Kylian Mbappé. En 2010, alors qu'il y évolue avec les benjamins, il est repéré par Pierre Reynaud et rejoint le centre de formation du Paris Saint-Germain,. Avec les équipes de jeunes du club, il atteint la finale de l'UEFA Youth League 2015-2016 perdue face au Chelsea Football Club,. À la fin de cette-même saison il est titré champion de France des moins de 19 ans.

#### Paris Saint-Germain
Le 11 juin 2016, Jonathan Ikoné signe officiellement son premier contrat professionnel, avec son club formateur, le Paris Saint-Germain. Lié jusqu'en 2019 au club de la capitale,,, cette signature met un terme aux rumeurs de départ pour le Juventus Football Club,.
Il intègre l'équipe professionnelle lors de la pré-saison 2016-2017 en participant aux matchs amicaux de l'été. Ses prestations sont remarquées avec deux buts en quatre matchs, contre le Real Madrid et Leicester City. Le 28 septembre 2016, Unai Emery le fait débuter en pros et il fait ses débuts sur la scène européenne contre Ludogorets Razgrad en remplaçant Ángel Di María.

#### Montpellier HSC
Le 18 janvier 2017, Jonathan Ikoné est officiellement prêté au Montpellier HSC sans option d'achat pour une durée de six mois. Malheureusement, après de bons débuts avec le club héraultais, il se blesse à la cheville gauche et doit rester éloigné des terrains pendant près de quatre semaines. Le 8 avril 2017, il marque son premier but en Ligue 1 contre le Stade Malherbe de Caen lors de la 22e journée du championnat. Apparu à 14 reprises au sein de l'équipe première de Montpellier, pour un but et une passe décisive, son prêt est renouvelé dans l'Hérault pour la saison 2017-2018.

#### LOSC Lille

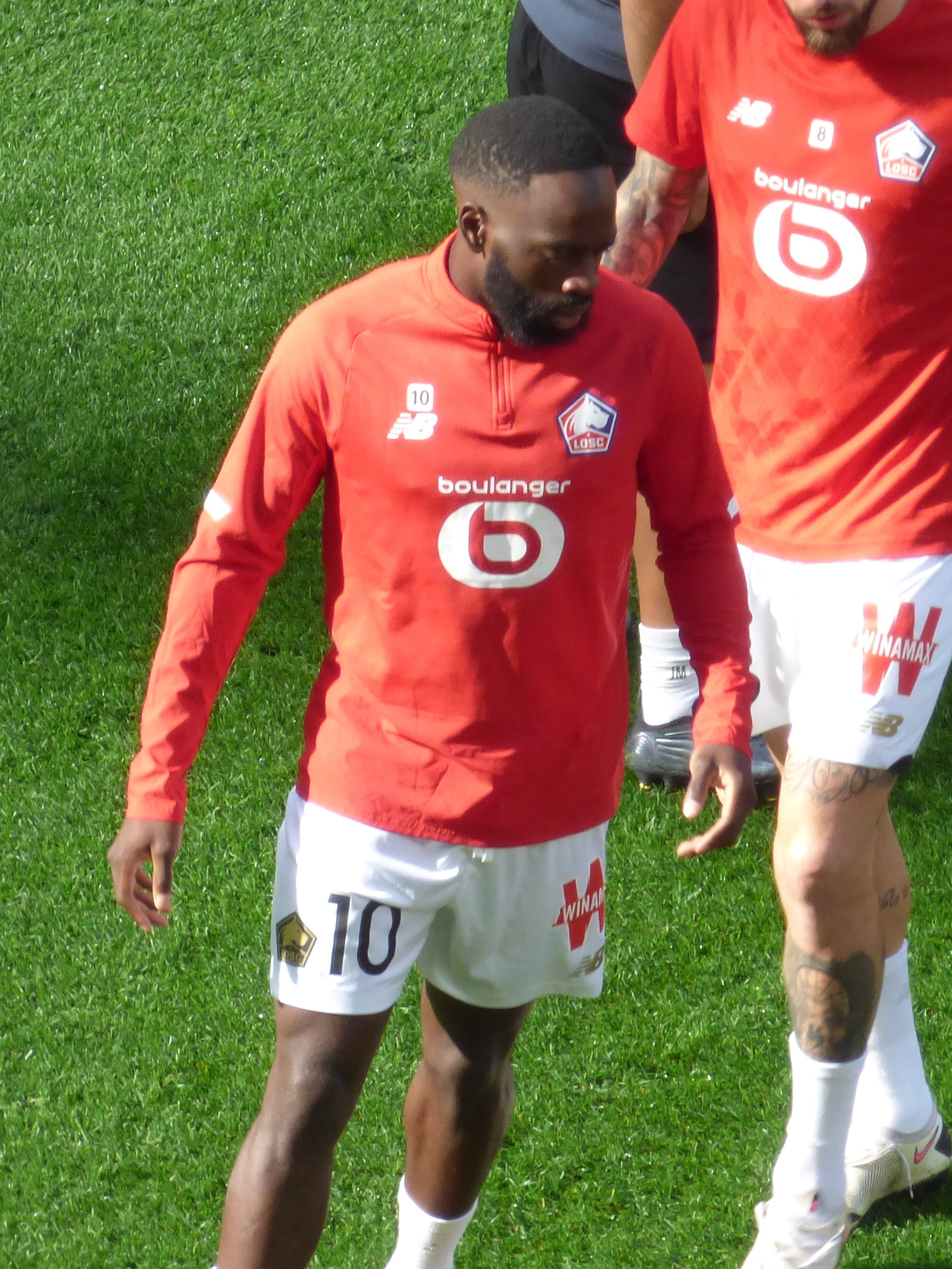
Jonathan Ikoné avec Lille en septembre 2021.

Le 2 juillet 2018, il s'engage pour cinq ans avec le LOSC Lille.
Il réalise une très bonne saison avec le LOSC qui permet au club nordiste de décrocher la seconde place du classement de Ligue 1, directement qualificative pour la Ligue des champions. Le LOSC Lille construit un trio d’attaque redoutable qui outre Ikoné, comprend Jonathan Bamba et Nicolas Pépé. Ce trio marquera la saison du club lillois par son efficacité et sa vitesse de contre-attaque, ce qui lui vaudra le surnom de « Bip Bip », acronyme des initiales des trois attaquants et rappelant la vitesse de l'oiseau du désert Bip Bip, personnage du dessin animé américain Bip Bip et Coyote.
Il marque son premier but européen en Ligue des champions le 23 octobre 2019 lors d'un match qui oppose le LOSC Lille au Valence FC dans les arrêts de jeu alors qu'il est remplaçant. Ce but permet au LOSC d'égaliser et de prendre son seul point dans la compétition.
Durant la saison 2019-2020, tronquée par la Pandémie de Covid-19, Ikoné marque cinq buts et délivre huit passes décisives en 40 matchs toutes compétitions confondues. Le LOSC finit quatrième et se qualifie donc pour la Ligue Europa.
Pendant l'exercice 2020-2021, Ikoné n'est plus titulaire indiscutable, au profit du Brésilien Luiz Araujo à droite. Il termine tout de même la saison avec 7 buts et 7 passes décisives toutes compétitions confondues et soulève son premier titre de champion de France avec le LOSC, sacré devant le PSG.
La saison suivante, le natif de Bondy relève le niveau en se montrant très performant pendant la campagne de Ligue des Champions du LOSC. Le 2 novembre 2021, Ikoné marque le but de la victoire à Séville (2-1), qui sera suivie de deux succès contre Salzburg et Wolfsburg.

#### Fiorentina
Le 31 décembre 2021, le LOSC annonce le départ de son joueur pour la Fiorentina, il y signe quatre saisons. Le montant du transfert est de 14 M€+1 M€ en bonus et 15% sur une future plus-value. La Fiorentina confirme trois jours plus tard sa venue.
En juillet 2025, Botafogo s'est montré intéressé par l'attaquant français, alors prêté à Como 1907.

### Carrière internationale

#### Débuts en équipes de jeunes
Sélectionné à plusieurs reprises avec les équipes de France de jeunes, Jonathan Ikoné exprime à 15 ans son attachement à l'équipe de France. En 2015, il participe au championnat d'Europe des moins de 17 ans 2015 avec l'équipe de France U17. Auteur d'un but lors du quart-de-finale remporté face à l'Italie, Ikoné est titulaire lors de la demi-finale remportée aux tirs au but contre la Belgique. À nouveau titulaire face à l'équipe d'Allemagne, Ikoné et les Bleuets remportent le championnat d'Europe, avec un triplé d'Odsonne Édouard.
Quelques mois plus tard, Ikoné participe au tournoi international de Lafarge Foot Avenir avec l'équipe de France des moins de 18 ans. L'équipe remporte le tournoi après une victoire six buts à zéro face à l'Australie.
En mai 2019, il est de nouveau sélectionné par Sylvain Ripoll pour faire partie de l'équipe de France espoirs qui dispute l'Euro espoirs 2019. Ikoné marque un but contre l'Angleterre lors de la phase de poules mais la France est éliminée en demi-finale contre l'Espagne.

#### Équipe de France
Le 29 août 2019, Didier Deschamps sélectionne Ikoné pour la première fois en équipe de France dans la liste des vingt-trois joueurs retenus pour affronter l'Albanie et Andorre dans les matchs qualificatifs à l'Euro 2020. Entré en cours de match pour sa première sélection, le 7 septembre 2019, il marque le quatrième but de l'équipe de France face à l'Albanie à la 85e minute (score 4-1). Titulaire face à Andorre, il délivre une passe décisive à Kingsley Coman qui permet d'ouvrir le score.
En octobre 2019, Jonathan Ikoné est à nouveau sélectionné par Didier Deschamps pour disputer les matchs retour face à l'Islande et la Turquie durant lesquels il remplace à deux reprises Kingsley Coman.
En septembre 2020, Didier Deschamps lui renouvelle sa confiance mais il reste sur le banc des remplaçants lors des deux matches de l'Équipe de France de football.
Sylvain Ripoll, sélectionneur de l'Équipe de France espoirs de football, le convoque à nouveau en octobre 2020.

## Statistiques

### Statistiques détaillées
| Saison                | Club                   | Championnat           | Championnat | Championnat | Championnat | Coupe nationale | Coupe nationale | Coupe nationale | Coupe de la Ligue | Coupe de la Ligue | Coupe de la Ligue | Supercoupe | Supercoupe | Supercoupe | Compétition(s) continentale(s) | Compétition(s) continentale(s) | Compétition(s) continentale(s) | Compétition(s) continentale(s) | Total | Total | Total |
| Saison                | Club                   | Division              | M.          | B.          | P.d.        | M.              | B.              | P.d.            | M.                | B.                | P.d.              | M.         | B.         | P.d.       | Comp.                          | M.                             | B.                             | P.d.                           | M.    | B.    | P.d.  |
| 2016-2017             | Paris Saint-Germain    | Ligue 1               | 4           | 0           | 0           | -               | -               | -               | 2                 | 0                 | 0                 | -          | -          | -          | C1                             | 1                              | 0                              | 0                              | 7     | 0     | 0     |
| 2016-2017             | Montpellier HSC (prêt) | Ligue 1               | 14          | 1           | 1           | -               | -               | -               | -                 | -                 | -                 | -          | -          | -          | -                              | -                              | -                              | -                              | 14    | 1     | 1     |
| 2017-2018             | Montpellier HSC (prêt) | Ligue 1               | 18          | 1           | 1           | 2               | 1               | 0               | 3                 | 0                 | 0                 | -          | -          | -          | -                              | -                              | -                              | -                              | 23    | 2     | 1     |
| Sous-total            | Sous-total             | Sous-total            | 32          | 2           | 2           | 2               | 1               | 0               | 3                 | 0                 | 0                 | -          | -          | -          | -                              | -                              | -                              | -                              | 37    | 3     | 2     |
| 2018-2019             | LOSC Lille             | Ligue 1               | 38          | 3           | 9           | 2               | 0               | 1               | 1                 | 0                 | 0                 | -          | -          | -          | -                              | -                              | -                              | -                              | 41    | 3     | 10    |
| 2019-2020             | LOSC Lille             | Ligue 1               | 28          | 3           | 6           | 2               | 0               | 0               | 2                 | 0                 | 1                 | -          | -          | -          | C1                             | 4                              | 1                              | 0                              | 36    | 4     | 7     |
| 2020-2021             | LOSC Lille             | Ligue 1               | 37          | 4           | 5           | 3               | 0               | 0               | -                 | -                 | -                 | -          | -          | -          | C3                             | 8                              | 3                              | 2                              | 48    | 7     | 7     |
| 2021-2022             | LOSC Lille             | Ligue 1               | 18          | 1           | 0           | 1               | 0               | 0               | -                 | -                 | -                 | 1          | 0          | 0          | C1                             | 5                              | 1                              | 2                              | 25    | 2     | 2     |
| Sous-total            | Sous-total             | Sous-total            | 121         | 11          | 20          | 8               | 0               | 1               | 3                 | 0                 | 1                 | 1          | 0          | 0          | -                              | 17                             | 5                              | 4                              | 150   | 16    | 26    |
| 2021-2022             | ACF Fiorentina         | Serie A               | 17          | 1           | 1           | 4               | 0               | 0               | -                 | -                 | -                 | -          | -          | -          | -                              | -                              | -                              | -                              | 21    | 1     | 1     |
| 2022-2023             | ACF Fiorentina         | Serie A               | 33          | 4           | 4           | 5               | 1               | 1               | -                 | -                 | -                 | -          | -          | -          | C4                             | 13                             | 1                              | 2                              | 51    | 6     | 7     |
| 2023-2024             | ACF Fiorentina         | Serie A               | 28          | 3           | 1           | 3               | 0               | 0               | -                 | -                 | -                 | 1          | 0          | 0          | C4                             | 11                             | 2                              | 1                              | 43    | 5     | 2     |
| 2024-2025             | ACF Fiorentina         | Serie A               | 14          | 0           | 0           | 1               | 0               | 0               | -                 | -                 | -                 | -          | -          | -          | C4                             | 8                              | 4                              | 1                              | 23    | 4     | 1     |
| Sous-total            | Sous-total             | Sous-total            | 92          | 8           | 6           | 13              | 1               | 2               | -                 | -                 | -                 | 1          | 0          | 0          | -                              | 32                             | 7                              | 4                              | 138   | 16    | 12    |
| 2024-2025             | Como 1907              | Serie A               | 13          | 2           | 0           | -               | -               | -               | -                 | -                 | -                 | -          | -          | -          | -                              | -                              | -                              | -                              | 13    | 2     | 0     |
| Total sur la carrière | Total sur la carrière  | Total sur la carrière | 262         | 23          | 28          | 23              | 2               | 3               | 8                 | 0                 | 1                 | 2          | 0          | 0          | -                              | 50                             | 12                             | 8                              | 345   | 37    | 40    |

### En sélections nationales
| Saison                | Sélection             | Phases finales        | Phases finales | Phases finales | Phases finales | Éliminatoires | Éliminatoires | Éliminatoires | Ligue des nations | Ligue des nations | Ligue des nations | Matchs amicaux | Matchs amicaux | Matchs amicaux | Total | Total | Total |
| Saison                | Sélection             | Compétition           | M              | B              | Pd             | M             | B             | Pd            | M                 | B                 | Pd                | M              | B              | Pd             | M     | B     | Pd    |
| --------------------- | --------------------- | --------------------- | -------------- | -------------- | -------------- | ------------- | ------------- | ------------- | ----------------- | ----------------- | ----------------- | -------------- | -------------- | -------------- | ----- | ----- | ----- |
| 2019-2020             | France                | -                     | -              | -              | -              | 4             | 1             | 1             | -                 | -                 | -                 | -              | -              | -              | 4     | 1     | 1     |
| Total sur la carrière | Total sur la carrière | Total sur la carrière | -              | -              | -              | 4             | 1             | 1             | -                 | -                 | -                 | -              | -              | -              | 4     | 1     | 1     |

### Liste des matches internationaux
| Matches internationaux de Jonathan Ikoné | Matches internationaux de Jonathan Ikoné | Matches internationaux de Jonathan Ikoné | Matches internationaux de Jonathan Ikoné | Matches internationaux de Jonathan Ikoné | Matches internationaux de Jonathan Ikoné | Matches internationaux de Jonathan Ikoné                   |
| #                                        | Date                                     | Lieu                                     | Adversaire                               | Résultat                                 | Compétition                              | Notes                                                      |
| ---------------------------------------- | ---------------------------------------- | ---------------------------------------- | ---------------------------------------- | ---------------------------------------- | ---------------------------------------- | ---------------------------------------------------------- |
| 1.                                       | 7 septembre 2019                         | Stade de France, Saint-Denis, France     | Albanie                                  | 4-1                                      | Éliminatoires Euro 2020                  | Entre en jeu à la place de Kingsley Coman à la 77e minute. |
| 2.                                       | 10 septembre 2019                        | Stade de France, Saint-Denis, France     | Andorre                                  | 3-0                                      | Éliminatoires Euro 2020                  | Titulaire et remplacé par Thomas Lemar à la 63e minute.    |
| 3.                                       | 11 octobre 2019                          | Laugardalsvöllur, Reykjavik, Islande     | Islande                                  | 0-1                                      | Éliminatoires Euro 2020                  | Entre en jeu à la place de Kingsley Coman à la 88e minute. |
| 4.                                       | 14 octobre 2019                          | Stade de France, Saint-Denis, France     | Turquie                                  | 1-1                                      | Éliminatoires Euro 2020                  | Entre en jeu à la place de Kingsley Coman à la 87e minute. |

#### But international
| But en sélection de Jonathan Ikoné | But en sélection de Jonathan Ikoné | But en sélection de Jonathan Ikoné   | But en sélection de Jonathan Ikoné | But en sélection de Jonathan Ikoné | But en sélection de Jonathan Ikoné | But en sélection de Jonathan Ikoné |
|                                    | Date                               | Lieu                                 | Adversaire                         | Score                              | Résultat                           | Compétition                        |
| ---------------------------------- | ---------------------------------- | ------------------------------------ | ---------------------------------- | ---------------------------------- | ---------------------------------- | ---------------------------------- |
| 1                                  | 7 septembre 2019                   | Stade de France, Saint-Denis, France | Albanie                            | 4-0                                | 4-1                                | Éliminatoires Euro 2020            |

## Palmarès

### En club
Formé au Paris Saint-Germain, Jonathan y remporte son premier titre en soulevant le Trophée des Champions 2016 même s'il n'entre pas en jeu durant le match et termine la saison en tant que vice-champion de France.
Il quitte le club pour rejoindre le Lille OSC  avec qui il est Champion de France en 2021 avant de remporter un nouveau Trophée des Champions la même année en entrant en jeu en fin de match contre son club formateur du Paris Saint-Germain.
Il découvre ensuite l'Italie sous les couleurs de l'ACF Fiorentina. Il ne remporte aucun titre durant son passage mais atteint une finale de Coupe d'Italie en 2023 où il offre une passe décisives sur l'ouverture du score avec que l'Inter marque à deux reprises mais il atteint surtout la finale de Ligue Conférence à deux reprises consécutivement en 2023 et 2024.En sélection nationale

### En sélection
Il remporte le championnat d'Europe des moins de 17 ans avec l'équipe de France, avant de remporter le tournoi international de Lafarge Foot Avenir avec l'équipe de France des moins de 18 ans en septembre 2015.
| Paris Saint-Germain (1)                                                                   | LOSC Lille (2)                                                                                               | ACF Fiorentina                                                                       | Équipe de France -17 ans (1)              |
| ----------------------------------------------------------------------------------------- | --- | ------------------------------------------------------------------------------------ | ----------------------------------------- |
| - Championnat de France - Vice-champion : 2017 - Trophée des Champions - Vainqueur : 2016 | - Championnat de France - Vainqueur : 2021 - Vice-champion : 2019 - Trophée des Champions - Vainqueur : 2021 | - Coupe d'Italie - Finaliste : 2023. - Conférence League - Finaliste : 2023 et 2024. | - Championnat d'Europe - Vainqueur : 2015 |